# Orden Galkynysch (Turkmenistan)

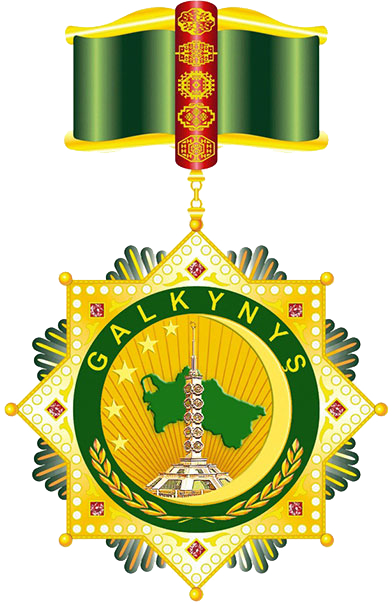

Der Orden «Galkynysch» (russisch Орден «Возрождение», turkmenisch «Galkynyş», dt.: Erweckungs-Orden, Auferstehungs/Renaissance-Orden, Orden Galkynysh) ist eine staatliche Auszeichnung von Turkmenistan.

## Geschichte
Der Orden «Galkynysch» wurde am 23. September 1994 durch ein Gesetz begründet.
2014 wurde das Aussehen erneuert.

## Ordensstatut (Статут ордена)
1. Der Orden Turkmenistans «Galkynysch» wurde eingeführt, um herausragende Arbeitsleistungen für Staat und Gesellschaft in den Bereichen Produktion, Wissenschaft, Kultur, Literatur, Kunst, öffentliche Bildung, Gesundheitswesen, in staatlichen, öffentlichen und anderen Bereichen der Arbeitstätigkeit zu belohnen.
2. Der Orden «Galkynysch» wird an Bürger Turkmenistans verliehen. Der Orden «Galkynysch» kann auch an Personen verliehen werden, die keine Staatsbürger Turkmenistans sind.
3. Der Orden «Galkynysch» wird verliehen:

- für große Verdienste um die Stärkung der Unabhängigkeit des Landes;
- für große Beiträge zur Entwicklung von Wirtschaftssektoren des Landes, zur Steigerung der Produktionseffizienz und stabil hohen Arbeitsergebnissen;
- für große Verdienste um die Entwicklung von Wissenschaft und Technik, die Entwicklung und Umsetzung ihrer neuesten Errungenschaften und fortschrittlichen Technologien in der Produktion, für Erfindungen und Innovationsvorschläge von großer technischer und wirtschaftlicher Bedeutung;
- für große Verdienste um die Stärkung der Verteidigungsfähigkeit des Landes;
- für besonders fruchtbare Aktivitäten im Bereich Kultur, Literatur und Kunst;
- für große Leistungen in der Bildung und Erziehung der jungen Generation, Ausbildung von hochqualifiziertem Personal, im Gesundheitswesen, Gewerbeentwicklung, Wohnungs- und Kommunalwesen, Verbraucherdienstleistungen, für besondere Leistungen in der Entwicklung der Körperkultur und des Sports;
- für herausragende Leistungen im Bereich staatlicher und öffentlicher Aktivitäten, bei der Stärkung von Recht und Ordnung;
- für großartige Verdienste bei der Entwicklung der wirtschaftlichen, wissenschaftlichen, technischen und kulturellen Zusammenarbeit zwischen Turkmenistan und anderen Staaten.
1. Die Preisträger erhalten den Orden «Galkynysch» und eine Urkunde.
2. Bürger Turkmenistans, denen der Orden «Galkynysch» verliehen wurde, erhalten zu Lasten des Staatshaushalts eine einmalige Prämie in Höhe des Fünffachen des Mindestlohns und einen monatlichen Zuschlag zum Lohn, offiziellen Gehalt, zur Rente oder zum Stipendium in Höhe von 30 Prozent des Mindestlohns.
3. Personen, denen der Orden «Galkynysch» verliehen wurde, genießen in den gesetzlich festgelegten Fällen und auf die gesetzlich festgelegte Weise Vorteile.
4. Der Orden «Galkynysch» wird auf der linken Brustseite getragen und steht bei Vorhandensein anderer Orden hinter dem Orden «Stern des Präsidenten» (ордена «Звезда Президента», ordena «Swesda Presidenta»).[1]

## Design

### Von 1994 bis 2014

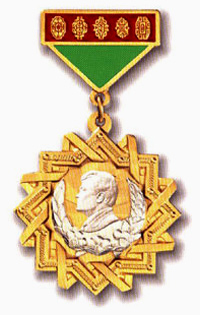

In dieser Zeit hatte der Orden die Form eines Sechsecks, bestehend aus zwei ineinander verschlungenen Oktaedern.
In der Mitte des Ordens befand sich in einem Kreis mit einem Durchmesser von 23 mm ein nach rechts gerichtetes Profilporträt des Präsidenten Turkmenistans, Saparmyrat Nyýazow. Das Porträt auf der linken Seite ist von einem Lorbeerzweig eingerahmt, und auf der rechten Seite sind zwei Weizenähren, drei Samenkapseln und zwei Blätter Baumwolle zu sehen.
Die Bilder auf der Vorderseite des Ordens waren aus Silber.
Die Vorderseite des inneren Achtecks war mit einer Goldkette eingefasst.
Der Orden bestand aus vergoldeter Bronze.
Der Durchmesser des Ordens betrug 39,5 mm.
Der Orden war über einen Ring mit einem mit Gold überzogenen Block aus Bronze verbunden. Der Block bestand aus zwei Teilen. Der obere Teil war ein Rechteck mit einer Breite von 8,8 mm und einer Länge von 28,8 mm. Im Inneren des Rechtecks befanden sich fünf mit roter Emaille überzogene Teppichmuster. Der untere Teil des Blocks war ein mit grüner Emaille bedecktes Dreieck, dessen Oberseite 25 mm und die Seiten 18 mm betrugen.
Auf der Rückseite des Ordens standen die Wörter „GALKYNYŞ“ und „TÜRKMENISTANYŇ ORDENI“.

#### Ordensspange

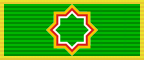

Die Basis der Ordensleiste besteht aus grünem Seidenstoff; in ihrer Mitte befindet sich ein Achteck, dessen Ränder von Streifen in den Farben Gelb, Rot und Weiß eingerahmt sind.
Die Außenkanten der Ordensspange sind gelb.

### Seit 2014
Das Ordensabzeichen hat die Form eines Achtecks, das an den Rändern von 80 Zirkoniumsteinen eingerahmt ist. Jede Ecke des Achtecks ist mit einer abgerundeten Glocke verziert. Im Raum zwischen den Ecken befinden sich fünf gelbgrüne Strahlen. Der Gesamtdurchmesser des Ordens beträgt 44 mm.
In der Mitte des Schildes, im zentralen Teil eines Kreises mit einem Durchmesser von 22 mm, vor dem Hintergrund eines Bildes von Sonnenstrahlen, befindet sich eine Karte Turkmenistans aus grüner Emaille und eine vergoldete konvexe Silhouette des Denkmals für die Verfassung Turkmenistans und entlang der Ränder der Innenseite des Kreises ein vergoldeter Halbmond und fünf Sterne.
Rund um den Mittelkreis des Ordens befindet sich im oberen inneren Teil ein Ring mit einem Durchmesser von 28 mm und einer Breite von 4 mm in grüner Emaille. Er trägt die Inschrift „GALKYNYŞ“ und im unteren Teil auseinanderstrebende vergoldete Olivenzweige.
In jeder Ecke des Ordens befinden sich acht rote Steine sowie Elemente des nationalen Ornaments.
Das Schild ist über einen Ring mit einem Block in Form eines aufgeschlagenen Buches mit einer Höhe von 20 mm und einer Breite von 31 mm verbunden. In der Mitte des Blocks befinden sich auf einer mit roter Emaille bedeckten Säule fünf turkmenische Teppichmuster. Der Block ist mit grüner Emaille überzogen.
Der Orden „Galkynyş“ und sein Block bestehen aus vergoldetem 925er Sterlingsilber.